# Вилазора
Вилазора или Билазора је био пеонски град из периода ране антике. Смештен на локацији Овче поље близу савременог места Градиште, у близини села Кнежје. 
Географска доминација у односу на околину намеће улогу комуникационог центра и раскрснице путева од севера ка југу и од истока ка западу, између граница некадашње Дарданије, Македоније и Тракије. Древна Вилазора као највећи и најважнији града Пеоније први помињу Тит Ливије и Полибије. Они указују на његов стратешки географски положај и улогу чувара северне границе древне Македоније у одбрани од Дарданаца.
Према речима стручњака, два важне датуме у историји древне Македоније у вези са градом Вилазора су 217. п. н. е. када је македонски краљ Филип V обновио мрежу утврђења и 168. п. н. е. када македонски краљ Персеј у припреми Трећег македонског рата са Римом успео да организује војну помоћ од Гала који су били стационирани у близини Билазора.
Дарданци су 219. п. н. е. окупили своје снаге да нападну Македонију и тада је Вилазора већ морала бити у њиховим рукама. Својом локацијом у близини Светог Николе, Вилазора је контролисала улаз у дуги пролаз и, не мање значајан, пут југозападно до Пелагоније долином реке Бабуне или долином реке Рајец до Стибере и унутрашњости древне Краљевине Македоније. Може се претпоставити да је Вилазора, као највећи пеонски град, морала бити у поседу Дарданаца када га је Филип V заузео 217. п. н. е, да би обезбедио и зауставио нападе Дарданаца.
Вилазору помиње и Тит Ливије у својој Историји Рима када је краљ Персеј 168. п. н. е. обезбедио војну подршку Гала који су водили кампању на Десудабу, тражећи да галска војска премести свој логор у Вилазора, место у Пеонији, и да њихови генерали крену са њим у Алману на реци Вардар. Повољан географски положај у односу на окружење намеће му улогу комуникационог репера и раскрснице путних праваца са севера на југ и са истока на запад, између граница тадашње Дарданије, Тракије и Македоније. Античку Вилазору као највећи и најважнији град Пеоније први помињу Полибије и Тит Ливије. Они указују на њен стратешки географски положај и улогу чувара северне границе древне Македоније у одбрани од Дарданаца.

## Галерија
- Поглед на ископине
- Остаци утврђења
- Поглед на ископине
- Заштићене ископине
- Артефакти Вилазора